# Bowiea volubilis
Genre
Espèce
Classification phylogénétique

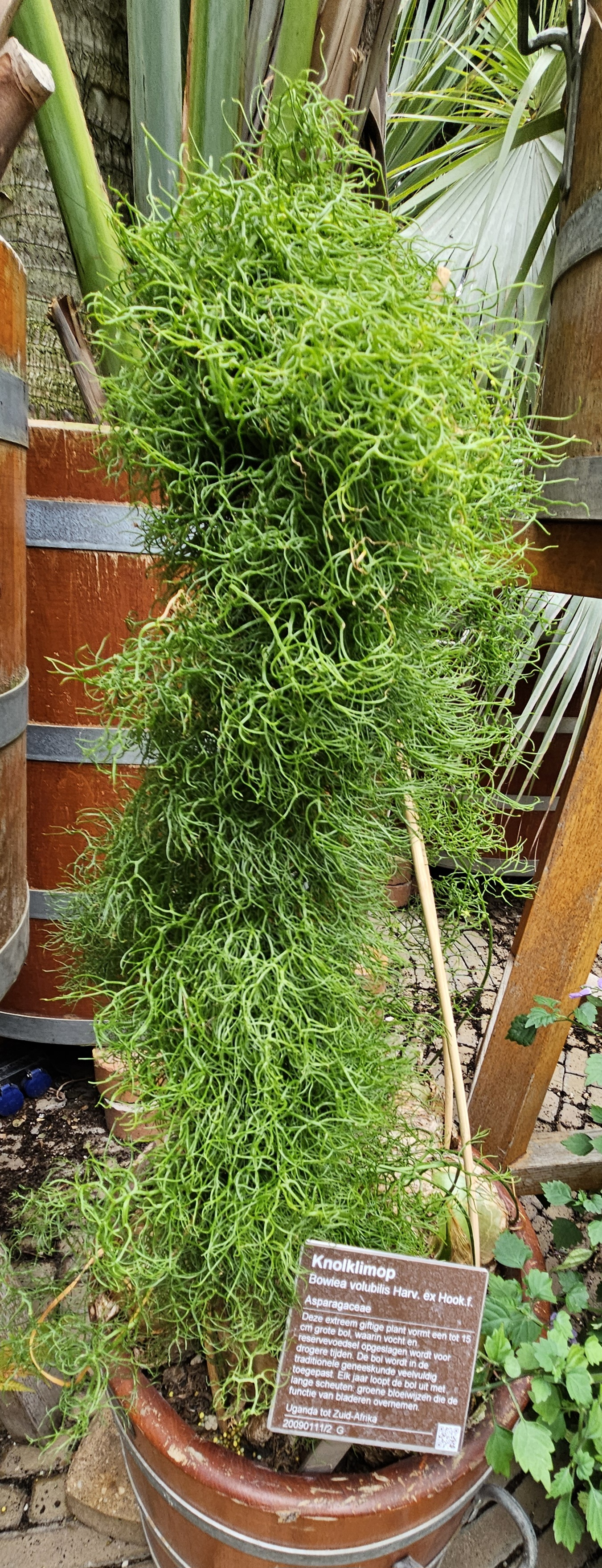
Bowiea volubilis au jardin botanique d'Amsterdam

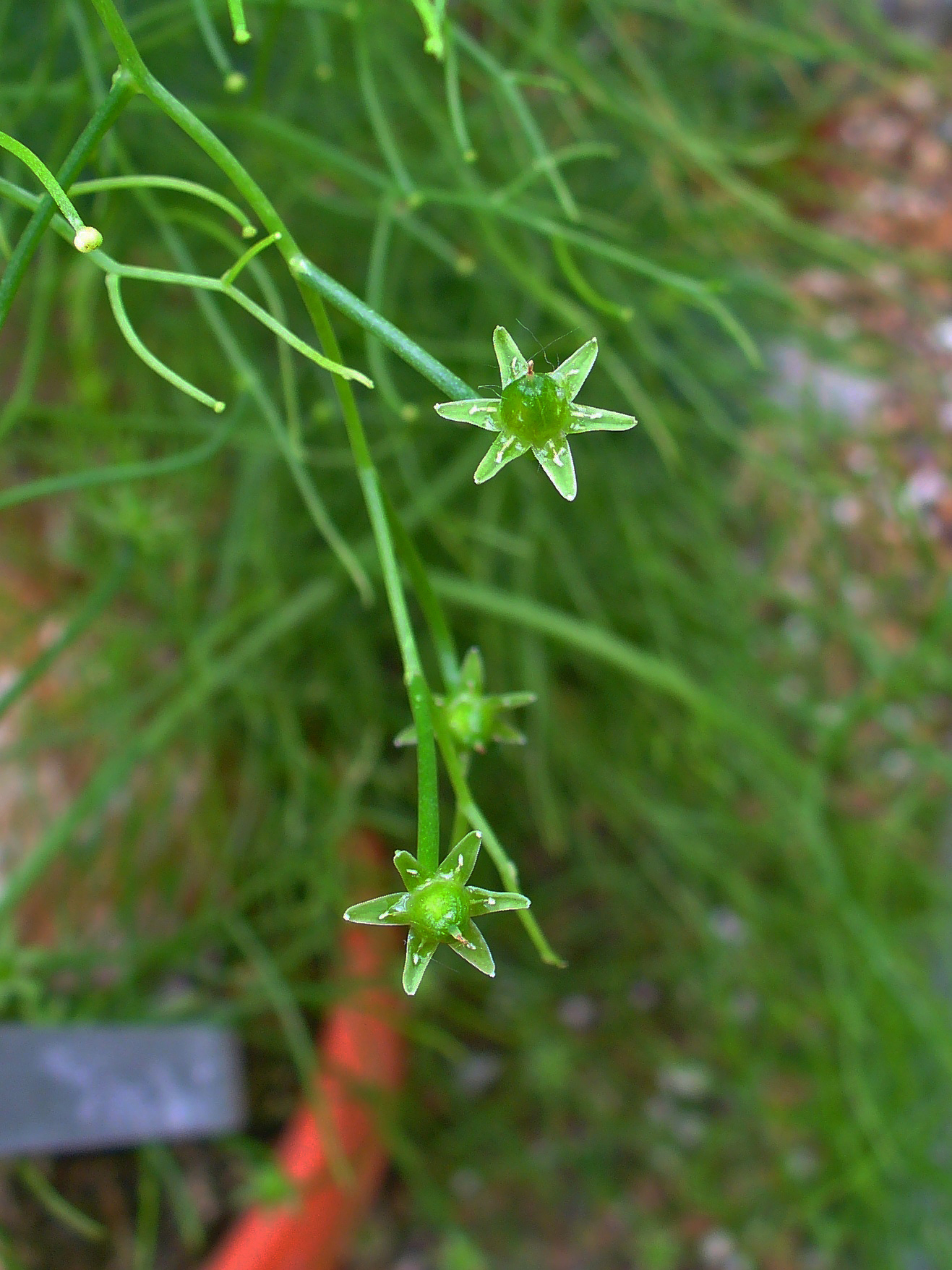
Fleurs

Bowiea volubis est une espèce de plante herbacée monocotylédone. Elle est composée d'un bulbe en forme d'oignon sur lequel pousse une longue tige verte qui produit de petites fleurs. C'est la seule espèce actuellement acceptée dans le genre Bowiea.
Elle appartient à la famille des Liliaceae selon la classification classique. La classification phylogénétique APG II (2003) la place dans la famille des Hyacinthaceae (ou optionnellement dans celle des Asparagaceae), la classification phylogénétique APG III (2009) dans les Asparagaceae.
Elle est originaire d'Afrique du sud (du Zimbabwe, de Tanzanie, du Kenya).
Le nom de cette plante vient du collectionneur anglais James Bowie (1789-1869).

## Description
Toutes les parties de la plante sont toxiques, à tel point que celle-ci ne possède pas de parasites, même le contact avec la peau est irritant.

Le bulbe peut atteindre 25 cm de diamètre (au bout de plusieurs années) et la plante environ 2,50 m. de haut.

## Entretien
La plante doit être cultivée en intérieur (au-dessus de 10 °C) et le bulbe produit du feuillage toute l'année. Stopper tout arrosage l'hiver, elle est d'ailleurs très sensible aux excès d'arrosages.
La reproduction ne se fait que rarement par semis, il est préférable de prélever une pelure, qui à son tour donnera un bulbe.

## Sous-espèces
Deux sous-espèces sont acceptées :
- Bowiea volubilis subsp. gariepensis (Van Jaarsv.) Bruyns
- Bowiea volubilis subsp. volubilis

## Systématique
Le nom correct complet (avec auteur) de ce taxon est Bowiea volubilis Harv. ex Hook.f..
Bowiea volubilis a pour synonymes :
- Aloe volubilis (Harv. ex Hook.f.) Mottet
- Bowiea gariepensis VanJaarsv.
- Ophiobostryx volubilis (Harv. ex Hook.f.) Skeels
- Schizobasopsis volubilis (Harv. ex Hook.f.) J.F.Macbr.